# Campeonato Sul-Americano de Rugby de 1961
O Campeonato Sul-Americano de Rugby de 1961 foi a III edição deste torneio.

O torneio foi realizado em Montevideu Uruguai e participaram as equipas de Argentina, Uruguai e o Chile.
O sucesso foi da Seleção Argentina.

## Jogos
| 8 de Agosto de 1961 |        |       |            |
| Argentina           | 11 – 3 | Chile | Montevideu |
|                     |        |       | Montevideu |

| 8 de Agosto de 1961 |        |        |            |
| Uruguai             | 11 – 8 | Brasil | Montevideu |
|                     |        |        | Montevideu |

| 12 de Agosto de 1961 |        |        |            |
| Argentina            | 66 – 0 | Brasil | Montevideu |
|                      |        |        | Montevideu |

| 12 de Agosto de 1961 |        |       |            |
| Uruguai              | 5 – 28 | Chile | Montevideu |
|                      |        |       | Montevideu |

| 14 de Agosto de 1961 |        |           |            |
| Uruguai              | 3 – 36 | Argentina | Montevideu |
|                      |        |           | Montevideu |

| 14 de Agosto de 1961 |        |       |            |
| Brasil               | 5 – 34 | Chile | Montevideu |
|                      |        |       | Montevideu |

### Classificação
| Seleção   | Vitórias | Empates | Derrotas | Pontos a favor | Pontos contra | Pontos +/- | Pontos |
| --------- | -------- | ------- | -------- | -------------- | ------------- | ---------- | ------ |
| Argentina | 3        | 0       | 0        | 113            | 6             | +107       | 6      |
| Chile     | 2        | 0       | 1        | 65             | 21            | +44        | 4      |
| Uruguai   | 1        | 0       | 2        | 19             | 72            | -53        | 2      |
| Brasil    | 0        | 0       | 3        | 13             | 111           | -98        | 0      |

Pontuação: Vitória = 2, Empate = 1, Derrota = 0 

## Campeão
| Campeonato Sul-Americano de Rugby 1961 |
| -------------------------------------- |
| ARGENTINA Campeã (3º título)           |